# Mainleus
Mainleus là một đô thị thuộc huyện Kulmbach bang Bayern nước Đức.

## Các khu vực dân cư
Mainleus is arranged in the following boroughs:

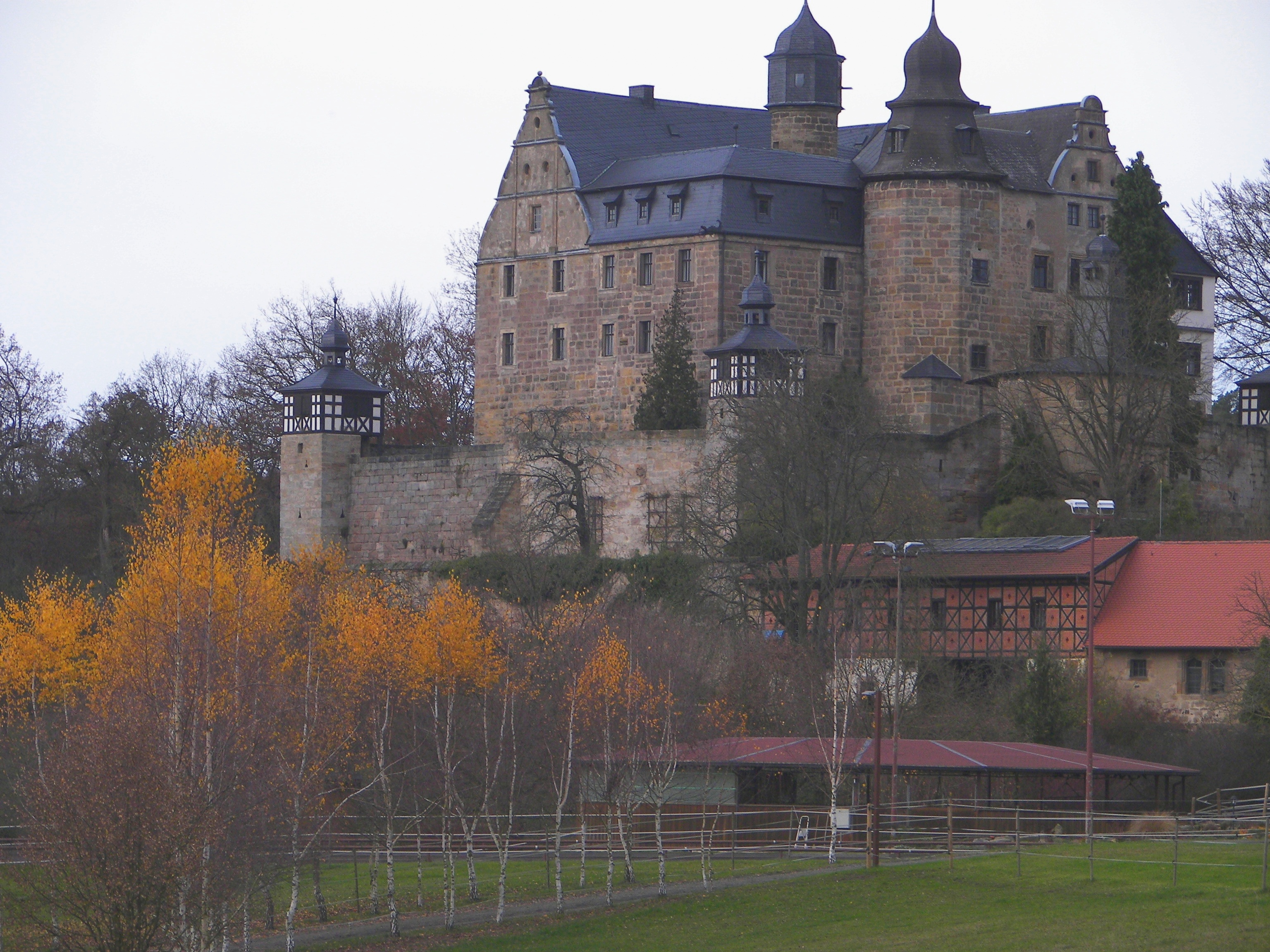
Wernstein Castle

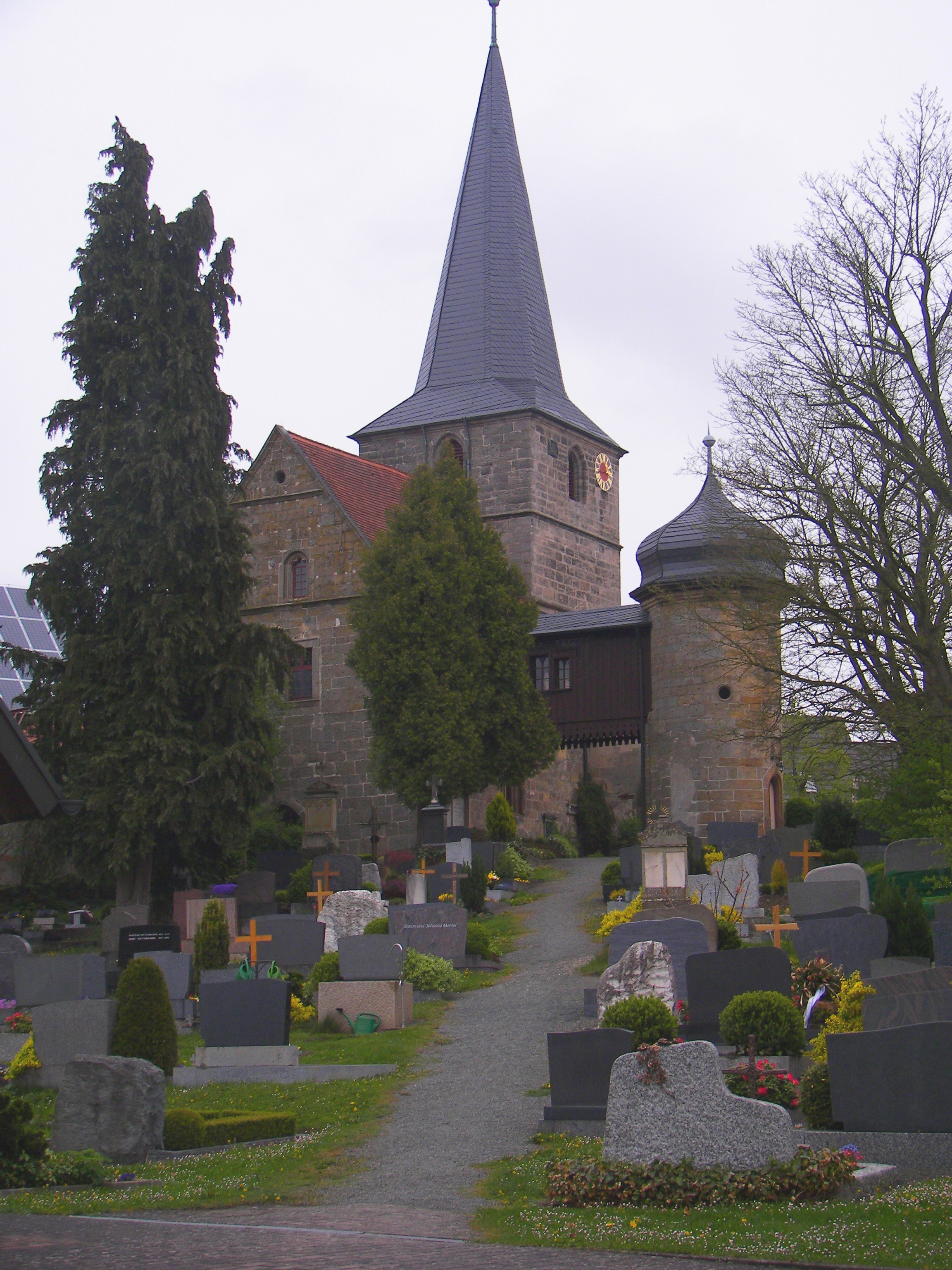
Church an cemetery of Veitlahm

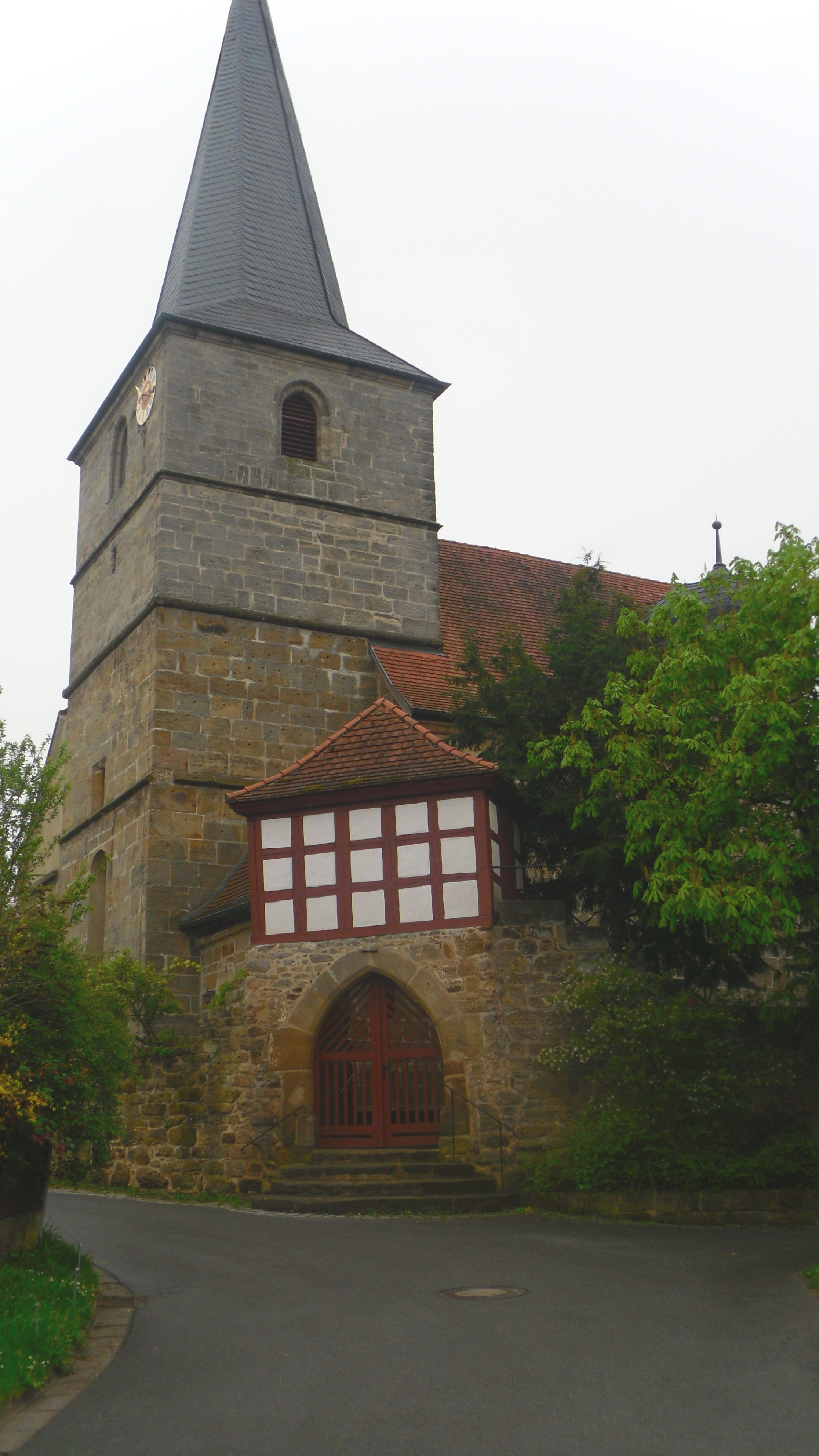
Church of Veitlahm

| - Heinersreuth - Wolpersreuth - Bechtelsreuth - Krötennest - Wüstenbuchau - Buchau - Wernstein | - Willmersreuth - Dörfles - Motschenbach - Pöhl - Wüstendorf - Veitlahm - Proß | - Eichberg - Fassoldshof - Rothwind - Schwarzholz - Danndorf - Schimmendorf - Schwarzach-Schmeilsdorf. |